# Ключарёвские Выселки
Ключарёвские Выселки — поселок в составе  Сузгарьевского сельского поселения Рузаевского района Республики Мордовия.

## География
Находится на расстоянии примерно 8 км на север по прямой от районного центра города Рузаевка.

## История
Известен с 1869 года, когда он был учтен как владельческое деревня Инсарского уезда из 10 дворов.

## Население
Постоянное население составляло 4 человека (русские 75%) в 2002 году, 3 в 2010 году.